# Juan Alcántara Medrano
Juan Enrique Alcántara Medrano es un abogado, docente universitario y político peruano. Es el actual Ministro de Justicia y Derechos Humanos del Perú, desde el 14 de mayo de 2025.

## Biografía

### Formación académica
Es abogado egresado de la Universidad Nacional Mayor de San Marcos, con maestría en Derecho Penal y doctorado en Derecho por la Universidad Nacional Federico Villarreal. Se especializó en derecho administrativo, gestión pública por resultados, derecho penal y derecho procesal penal.

### Trayectoria profesional
Fue fiscal provincial titular en el distrito judicial de Junín y presidente de la Junta de Fiscales Provinciales (2010-2011). Fue secretario general en la Municipalidad Distrital de Breña, durante la gestión del alcalde José Li Bravo. Trabajó también en varias instituciones públicas del Estado como asesor legal. Fue director de la Oficina General de Asesoría Jurídica del Ministerio de Desarrollo e Inclusión Social durante el gobierno de Pedro Castillo, cuando Dina Boluarte era ministra en dicho sector (2021-2022).
El 3 de febrero de 2023, ya bajo el gobierno de Dina Boluarte, fue nombrado subsecretario general del despacho presidencial. En abril del mismo año fue trasladado al Ministerio de Justicia como director general del Programa Nacional de Centros Juveniles (Pronacej). En octubre pasó a laborar al ministerio de Salud como secretario general.
El 24 de mayo de 2024 fue nombrado viceministro de Justicia, durante la gestión del ministro Eduardo Arana Ysa. En una rueda de prensa, declaró que la criminalidad en el Perú se había incrementado desde 2021 a raíz de la inmigración extranjera, y que esta había traído una delincuencia mucho más violenta.
También ha ejercido como docente universitario a nivel de pregrado en materia jurídica. Es autor de varios artículos de dicha materia y ha sido expositor en diversos eventos académicos.

### Ministro de Estado
El 14 de mayo de 2025, fue nombrado y juramentado por la presidenta Dina Boluarte, como ministro de Justicia y Derechos Humanos, en reemplazo de Eduardo Arana, que pasó a presidir el Consejo de Ministros, a raíz de la renuncia del premier Gustavo Adrianzén.